# 涼廊

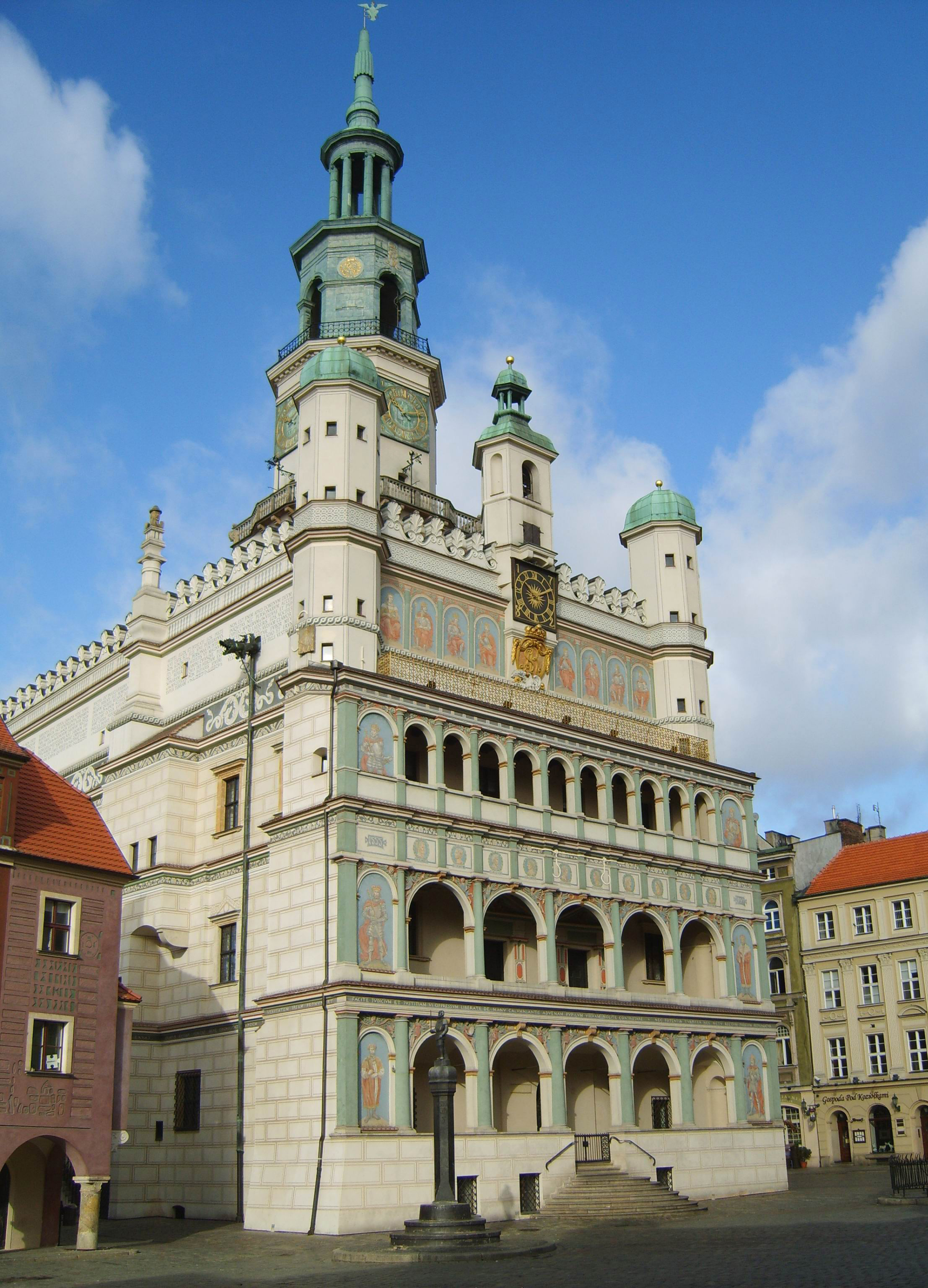
波兹南市政廳的涼廊

涼廊（義大利語：Loggia，發音：[ˈlɔddʒa]）是一種起源於義大利的建築形式，指在建築立面的外側修建走廊，走廊一側有柱子。有時涼廊也被用來代替門廊。但門廊可從外部進入，涼廊只能從內側進入，主要出現在上流階級的住宅和公共建築。現在涼廊仍然在意大利建築中十分常見。